# Robótica evolutiva
La robótica evolutiva (RE) es un área de la robótica autónoma en la que se desarrollan los controladores de los robots mediante la evolución al usar algoritmos genéticos.
Habitualmente se evolucionan redes neuronales ya que se sigue el referente biológico y simplifica el diseño y la representación en el algoritmo genético.

## Historia
La fundación de la  RE está relacionada con trabajos en el CNR de Roma en los 90, pero la idea inicial de codificar el sistema de control de un robot en un genoma y evolucionarlo data de finales de los años 80.
Cliff, Harvey y Husbands de COGS en la Universidad de Sussex introdujeron el término robótica evolutiva en el año 1993. En 1992 y 1993 dos equipos, Floreano y Mondada en la EPFL de la ciudad suiza de Lausana y el grupo de COGS informaron de los primeros experimentos de evolución artificial de robots autónomos. 
El éxito inicial de esta incipiente investigación lanzó una gran actividad que intentaba delimitar el potencial de esta aproximación al problema.
Últimamente, la dificultad de crecimiento de la complejidad de las tareas, al igual que en la aproximación simbólica, ha orientado la atención al lado teórico de la disciplina abandonando el punto de vista de la ingeniería.

## Robótica evolutiva
La robótica evolutiva tiene varios objetivos, a menudo simultáneos. El punto de vista de la ingeniería crea controladores de robots para realizar tareas útiles en el mundo real. La biología y otras ciencias de lo vivo obtienen simulaciones que reproducen fenómenos desde fisiológicos hasta ecológicos. La filosofía de la ciencia puede analizar sistemas con valor epistémico.

## Enlaces

### Investigación en castellano
- Investigación en robótica evolutiva.

### Web
- An introduction to Evolutionary Robotics with annotated bibliography.
- A gentle introduction to ER by Dario Floreano.
- The evolutionary robotics homepage by Stefano Nolfi. (This page has not been updated since March 2004).
- Robots Sitio de robótica con artículos de contenido técnico y didáctico (en español).

### Instituciones académicas e investigaciones en este campo
- University of Sussex: Inman Harvey, Phil Husbands, Ezequiel Di Paolo, Eric Vaughan, Thomas Buehrmann.
- CNR-ROME: Stefano Nolfi, Raffaele Calabretta.
- EPF Lausanne: Dario Floreano.
- Cornell University: Hod Lipson, Josh Bongard.
- Case Western Reserve University: Randall Beer.
- Center for Robotics and Intelligent Machines, NCSU: Eddie Grant, Andrew Nelson.
- University College London: Peter Bentley, Siavash Haroun Mahdavi.
- University of Essex: Simon Lucas.
- Brandeis University: Jordan Pollack.
- University of Skövde: Tom Ziemke.
- U.S. Naval Research Laboratory's, Navy Center for Applied Research In Artificial Intelligence Archivado el 24 de julio de 2006 en Wayback Machine.: Alan C. Schultz, Mitchell A. Potter, Kenneth De Jong.
- Fraunhofer AiS, Intelligent Dynamics Dep.: Frank Pasemann.
- Evolved Virtual Creatures by Karl Sims (GenArts).
- Ken Rinaldo artificial life robotics.

### Libros
- Evolutionary Robotics by Stefano Nolfi and Dario Floreano. ISBN 0-262-14070-5.
- Advances in the Evolutionary Synthesis of Intelligent Agents by Mukesh Patel, Vasant Honavar and Karthik Balakrishnan (Ed). Cambridge, MA: MIT Press. 2001. ISBN 0-262-16201-6.

### Conferencias
- Evolutionary Robotics
- GECCO
- IEEE Congress on Evolutionary Computation
- European Conference on Artificial Life
- ALife

- Datos: Q3267529